# 신병일기
《신병일기》(중국어 간체자: 新兵日记, 정체자: 新兵日記, 병음: Xīn bīng rì jì 신빙르지[*], 한자음: 신병일기, 영어: Rookies' Diary 루키즈 다이어리[*])는 타이완의 텔레비전 드라마이다.

## 등장 인물
- 이흥문(李興文) : 딩하오(丁浩) 역
- 요원호(姚元浩) : 쑨안방(孫安邦) 역
- 아팡(阿龐) : 위산런(余善仁) 역
- 자오쥔야(趙駿亞) : 왕웨이(王威) 역
- 류샹츠(劉香慈) : 왕성난(王勝男) 역
- 황디쥔(黃荻鈞) : 진비잉(金碧瑩) 역
- 푸즈춘(傅子純) : 양하이성(楊海生) 역
- 당풍(唐豐) : 뤄강(羅剛) 역
- 천더례(陳德烈) : 린보원(林博文) 역
- 첸쥔중(錢君仲) : 예다퉁(葉大同) 역
- 린다오위안(林道遠) : 라이후(賴虎) 역
- 샤전펑(夏政峰) : 우융(吳勇) 역
- 아샹(阿翔) : 추유순(邱有順) 역
- 하오쯔(浩子) : 차이하오즈(蔡浩志) 역
- 아간(阿竿) : 천톈빈(陳添彬) 역
- 스쥔(石俊) : 판보시(潘柏希) 역
- 천보한(陳柏瀚) : 아후(啊猴) 역